# Rogelio Figueroa
Rogelio Figueroa (13 de septiembre de 1963 Naguabo, Puerto Rico) es un asesor, empresario y político puertorriqueño modernista ambientalista.
En el 2003, fue uno de los fundadores del Partido Puertorriqueños por Puerto Rico, el cual planeó desde mediados de los noventa y en el cual actualmente preside. Aspiró en el 2004 a la gobernación a través del mecanismo de nominación directa ("write in").
En el 2007 consiguió para su partido los endosos necesarios para inscribirlo en las elecciones del 2008.
Durante el final del transcurso de campaña de las elecciones 2012, se llevó a cabo un debate televisado entre los candidatos a la gobernación de la isla, en el cual la última pregunta fue digalen al pueblo de Puerto Rico porque deberían votar por ustedes y Rogelio contestó voten por mí porque soy negro. Desde ese día no ha vuelto aparecer en la televisión puertorriqueña.